# Série 0050 da CP
A Série 0050 (Série 0051 - 0056, igualmente numeradas de M51 - M56), conhecida como Nohabs curtas, foi um tipo de automotora, que esteve ao serviço da Companhia dos Caminhos de Ferro Portugueses e da sua sucessora, a empresa Caminhos de Ferro Portugueses.

## História
Na segunda metade da década de 1940, a Companhia dos Caminhos de Ferro Portugueses iniciou um vasto programa para a renovação da sua frota, através da aquisição de locomotivas e automotoras a gasóleo, e carruagens. Parte do novo material foi encomendado à empresa sueca Nydqvist & Holm AB, que construiu três tipos de automotoras entre 1947 e 1948: quinze automotoras compridas de via larga, cinco automotoras curtas de via larga, e três automotoras curtas para linhas de bitola métrica. Também foram produzidos onze reboques que podiam ser atrelados a ambos os tipos de automotoras de via larga. Todo o material circulante foi recebido em 1948.
A entrada em circulação das novas automotoras veio melhorar consideravelmente os serviços ferroviários de passageiros em Portugal, ajudando a combater a crescente concorrência do transporte rodoviário.
As automotoras de caixa curta foram retiradas do serviço em 1990.

## Descrição
Esta série era composta por cinco automotoras a gasóleo de via larga, compostas por uma caixa curta sobre dois eixos. Possuiam motores Scania-Vabis, e transmissão hidráulica. Metade deste contigente (números 51 a 53) dispunha originalmente apenas de um único motor diesel; estes três veículos foram construídos já no ano de entrega, enquanto que os restantes (números 54 a 56) haviam sido construídos em 1947.
Estas automotoras foram destinadas ao transporte de passageiros, possuindo originalmente lugares de primeira e terceira classes.

### Características técnicas

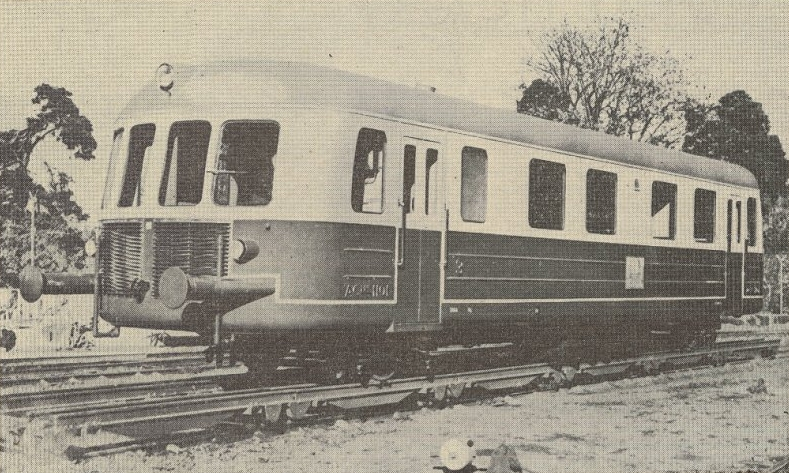
Automotora AC2mf 1101, em 1948, mais tarde renumerada como 0054.

#### Informações diversas
Ano de entrada ao serviço: 1948
Tipo de transmissão: Hidráulica
Natureza do serviço: Regional
Bitola de via: 1668 mm

#### Construtores/fabricantes
Partes mecânicas: Nydqvist & Holm AB (NOHAB)
Motores de tracção: Scania-Vabis
Transmissão: AB Atlas Diesel
Equipamento de aquecimento eléctrico: NOHAB
Sistema de homem morto: NOHAB

#### Características gerais
Diâmetro da rodas (novas): 700 mm
Número de cabinas de condução: 2
Freio pneumático: Ar comprimido

#### Características de funcionamento
Velocidade máxima: 80 km/h
Esforço de tracção:
- No arranque: 3 440 kg
- Esforço de tracção à velocidade máxima: 740 kg

#### Motor diesel de tracção
Quantidade: 1
Número de tempos: 4
Diâmetro e curso: 155 x 136 mm
Potência nominal (U. I. C.): 150 Cv
Velocidade nominal: 1500 rpm
Potência de utilização: 150 CV

### Transmissão de movimento
Características essenciais: 2 escalões de marcha, 1 hidráulico e outro mecânico

### Lista de material
| : | qt. | estado    |
| - | --- | --------- |
| ✖︎ | 6   | demolidas |
| 6 | 6   | (total)   |

| №    | : | a    | observações | n.º ant.         |
| ---- | - | ---- | ----------- | ---------------- |
| 0051 | ✖︎ | 1990 |             | ACmf 1151 = My51 |
| 0052 | ✖︎ | 1990 |             | ACmf 1152        |
| 0053 | ✖︎ | 1978 |             | ACmf 1153        |
| 0054 | ✖︎ | 1978 |             | AC2mf 1101       |
| 0055 | ✖︎ | 1990 |             | AC2mf 1102       |
| 0056 | ✖︎ | 1966 |             | AC2mf 1103       |